# Lhadon Tethong

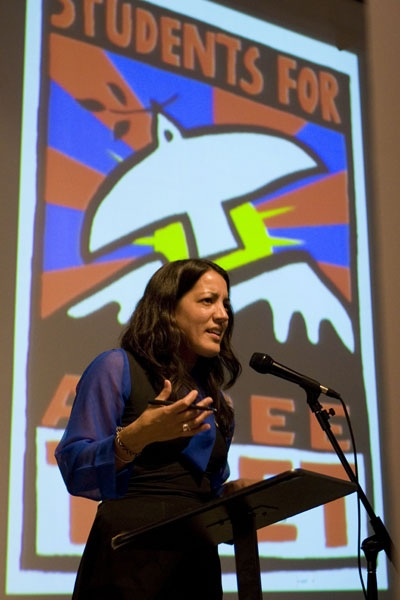
Lhadon Tethong

Lhadon Tethong (ur. 1976) – tybetańska działaczka niepodległościowa, działająca również na rzecz praw człowieka.
Pochodzi z arystokratycznego rodu. Urodziła się w Victorii, w Kanadzie, w tym kraju również się wychowała. W 1996 r. zaangażowała się w działalność Studentów dla Wolnego Tybetu, tworząc oddział tej organizacji na uniwersytecie w Halifaksie. Dwa lata później brała udział w koncercie na rzecz Wolnego Tybetu w Waszyngtonie, przemawiając do przeszło 60 tysięcy ludzi. W 2000 r. zaangażowała się w kampanię przeciwko finansowaniu przez Bank Światowy programu związanego z osiedlaniem Chińczyków w Tybecie. Na prowadzonym przez siebie blogu opisywała sposoby politycznego wykorzystania igrzysk olimpijskich w Pekinie przez władze chińskie. Jest jedną z czołowych postaci Studentów dla Wolnego Tybetu, pełniła funkcję ich dyrektora programowego (1999–2003), następnie zaś dyrektora wykonawczego (2003-2009). Kieruje Tibet Action Institute, mającym na celu doskonalenie metod walki bez użycia przemocy, opracowującym też strategię ruchu na rzecz Tybetu. W 2011 r. złożyła wizytę w Polsce.